# Акура (Телавский муниципалитет)
Аку́ра (груз. აკურა) — деревня в Грузии, в муниципалитете Телави.
Расположена у подножия восточного склона хребта Гомбори, на берегу реки Вантисхеви, в 12 км от Телави, в 60 км от Тбилиси.
По данным переписи 2014 года, в селе проживает 1869 человек.

## История
В 855 году в Акуре была построена базилика Св. Давида.

## Экономика
В окрестностях деревни культивируются виноградники. Деревня входит в базу производства вина Цинандали.

## Достопримечательности
- Акура — церковь IX века.